# Chitlapakkam
Chitlapakkam es una ciudad y nagar Panchayat situada en el distrito de Chengalpattu en el estado de Tamil Nadu (India). Su población es de 37906 habitantes (2011). Se encuentra a 24 km de Chennai y a 55 km de Kanchipuram.

## Demografía
Según el censo de 2011 la población de Chitlapakkam era de 37906 habitantes, de los cuales 18940 eran hombres y 18966 eran mujeres. Chitlapakkam tiene una tasa media de alfabetización del 94,23%, superior a la media estatal del 80,09%: la alfabetización masculina es del 96,66%, y la alfabetización femenina del 91,81%.